# Suđenje medicinskim djelatnicima u Libiji
U sudskom postupku protiv bugarskih medicinskih djelatnika i palestinskog liječnika u Libiji koji još uvijek traje, protiv pet bugarskih medicinskih sestara: Kristijane Vlčeve, Nasje Nenove, Valentine Siropulo, Valje Červenjaške i Snežane Dimitrove, te palestinskog liječnika Ašraf al-Hadžudža podignute su sljedeće optužbe:
- izvršenje kaznenih djela na teritoriju Libije zbog kojih je došlo do nekontroliranog usmrćenja ljudi s ciljem napada na sigurnost države (djela za koja se po libijskom zakonodavstvu može izreći smrtna kazna);
- sudjelovanje u uroti s nakanom da se počini kazneno djelo;
- izazivanje epidemije injekcijom HIV-om zaraženoga seruma 393 djece iz dječje bolnice Al-Fatih u Bengaziju (djelo za koje se po libijskom zakonodavstvu također može izreći smrtna kazna);
- počinjenje djela koja su suprotna normama i tradicijama u Libiji (uključivo uporaba alkohola).

Bugarske medicinske sestre i Ašraf al-Hadžudž su stigli u Libiju 1998. godine da bi liječili pacijente na odjelu za pedijatriju spomenute bolnice. U istom sudskom postupku podignute su lakše optužnice protiv bugarskog lječnika dr. Zdravka Georgieva, o navodnoj ilegalnoj trgovini devizama. Optužbe protiv dra. Georgieva podnešene su kada je stigao u Libiju nakon uhićenja Kristijane Vlčeve, njegove žene. Dr. Georgiev je sjedio u zatvoru više od četiri godine i trenutno je na slobodi, ali još uvijek je u Libiji očekujući izlaznu vizu.

## Sudski predmeti

### Sudski predmet br. 44/1999 Libijskog Narodnog suda
(7. veljače, 2000. – 17. veljače, 2002.)
Libija je pokrenula sudski postupak, a da nije službeno obavijestila o tome bugarsko veleposlanstvo. Nakon dvije godine sudski postupak je obustavljen jer sud nije pronašao dokaze koji bi potvrdili optužbe za urotu protiv države. Sudac je izjavio da se Narodni sud ne smatra nadležnim u tom slučaju. (Narodni sud je prvi stupanj u trojnom sustavu sudstva u Libiji).
- Osnovom sudskog postupka postali su iskazi dio medicinskih djelatnika, te tvrdnja vođe Libije, Muamara Gadafija da su optuženi radili po narudžbi CIA-e i Mosada.

- Tijekom sudskog postupka medicinski djelatnici su izjavili da su njihovi iskazi iznuđeni teškim nasiljem. Međunarodni tisak i vještaci su tvrdnju Gadafija odbacili kao apsurdnu.

- Nekoliko mjeseci nakon početka sudskog postupka, odvjetnici Vladimir Šejtanov i Osman Bizanti podneli su sudu zahtjev o puštanju optuženika iz pritvora zbog pogoršanog psihičkog i zdravstvenog stanja bugarskih medicinskih radnika. Šejtanov je naveo da skoro dvogodišnji pritvor nije u skladu s pretpostavkom nevinosti.

### Sudski predmet br. 213/2002 Kaznenog suda u Bengaziju
(8. srpnja, 2003. - ... 2004.)
- Libija je povukla optužbe za sudjelovanje u zavjeri CIA-e/Mosada, te podigla nove optužbe za ilegalno testiranje lijekova i svjesno izazivanje zaraze mutacijama HIV-a. Međunarodni vještaci su te tvrdnje odbacili kao nemogućne, odnosno nestručne s medicinskog gledišta.

- Na sudu su dali iskaze međunarodno priznati vještaci Luc Montagnier (otkrivač HIV-a) i Vittorio Colizzi. Po njihovim mišljenjima infekcije u Al-Fatihu su nastale zbog nedovoljne higijene, a počele su još 1997., prije nego što su optuženici počeli raditi tamo. Nakon davanja tih iskaza BBC je na svojoj Web-stranici objavio reportažu o razvoju sudskog postupka pod naslovom Medicinski djelatnici nisu širili SIDU ('Medics did not spread Aids').

### Sudski predmet br. 607/2003 Kaznenog suda u Bengaziju
(, ... 200X. - 6. svibnja 2004.)
Kazneni sud izrekao je smrtnu kaznu strijeljanjem Kristijani Vlčevi, Nasji Nenovi, Valentini Siropulo, Valji Červenjaški, Snežani Dimitrovi i Ašrafu Al-Hadžudžu po optužnici da su namjerno zarazili HIV-om više od 400 libijske djece. Kristijani Vlčevi i Zdravku Georgievu također izrečena je kazna zatvora u trajanju od 4 godine, novčana kazna, te kazna oduzimanja građanskih prava, a po optužnici za nezakonitu manipulaciju devizama. Po građanskom zahtjevu roditelja/skrbnika libijske djece sud je odredio Ašrafu Al-Hadžudžu, Kristijani Vlčevi i Nasji Nenovi da plate naknadu. Dana 5. srpnja 2004. odvjetnici medicinskih radnika uložili su obrazložene žalbe.
(Sažetak presude na bugarskom)
- U siječnju 2004. Europska unija je dala Libiji preporuke da povuče optužbe protiv medicinskih djelatnika, a pismom koje su veleposlanici Velike Britanije i Nizozemske uručili libijskim vlastima.

- Amnesty International, američko ministarstvo vanjskih poslova i drugi državni organi i međunarodne organizacije izražavaju veliku zabrinutost u vezi vođenja tog sudskog postupka.

- Bugarska Vlada koja lobira za oslobađanje optuženika, nazvala je presudu nepravednom i apsurdnom.

### Postupak pred Vrhovnim sudom u Tripoliju
(2005. - ???)
Rasprava pred Vrhovnim sudom najvjerojatnije će početi tek početkom 2005. godine. Prema libijskom zakonu sud nema pravo tražiti nove dokaze. Bugarsko mišljenje je da je tijekom prošlih postupaka došlo do nepravilnoga tumačenjа dokaza.

## Međunarodni tisak o sudskom postupku
Međunarodni tisak nije posvetio mnogo pažnje tom postupku. Većina članaka, međutim, jednoglasna je u tome da su optuženici žrtve libijskih vlasti koje su u stvari krive za uvjete u bolnicama zbog kojih je i izbila epidemija SIDE. Libijski tisak, a i veći dio arapskog tiska, podržava službeni stav Libije da se vodi pravedan sudski postupak. U bugarskom tisku o tome se puno piše i presuda bez izuzetka smatrana je apsurdnom.

## Vanjske poveznice

### Vijesti
- Site BTA-e posvećen procesu u Libiji
- Kronologija događaja (na engleskom)
- Rezultati pretrage Googlea (na engleskom)
- Članak BBC-a u vezi smrtnih kazni izrečenih 6. svibnja 2004. (na engleskom)
- Bugarske medicinske sestre osuđene na smrt u Libiji (na engleskom)
- [neaktivna poveznica]

### Skupljanje potpisa
- U Engleskoj  Arhivirana inačica izvorne stranice od 20. listopada 2004. (Wayback Machine)
- U Njemačkoj  Arhivirana inačica izvorne stranice od 3. kolovoza 2004. (Wayback Machine)
- U SAD-u
- U SAD-u  Arhivirana inačica izvorne stranice od 14. listopada 2004. (Wayback Machine)
- U Kanadi  Arhivirana inačica izvorne stranice od 13. listopada 2004. (Wayback Machine)

### Druge

#### protiv osude
- The Bulgarian Medics Solidarity Project  Arhivirana inačica izvorne stranice od 30. rujna 2004. (Wayback Machine)
- Članak u British Medical Journalu (na engleskom)